# Keep the Faith
Keep the Faith (englisch für „Bewahre den Glauben“) ist das fünfte Studioalbum der US-amerikanischen Rockband Bon Jovi. Es war nach einer längeren Pause die erste Albumveröffentlichung der Band seit vier Jahren und das erste von lediglich drei Bon-Jovi-Alben aus den 1990er-Jahren. Der Veröffentlichung des Albums schlossen sich zwei Tourneen (Keep-the-Faith-Tour, 1992–1993; I’ll-Sleep-When-I’m-Dead-Tour, 1993) an.

## Entstehung
Nach dem Album New Jersey 1988 gingen die Bandmitglieder zunächst ihren Solokarrieren nach: Jon Bon Jovi schrieb Blaze of Glory, den Soundtrack zu Young Guns II, dessen Titelsong ihm einen Golden Globe einbrachte, sowie einen Nummer-eins-Hit in den USA; Richie Sambora veröffentlichte sein Soloalbum Stranger in This Town, welches #36 in den Billboard 200 erreichte; und auch David Bryan brachte sein erstes Soloalbum, Netherworld, heraus. Mit Keep the Faith meldete sich die Band schließlich zurück und beendete damit auch Gerüchte um die endgültige Auflösung der Band.
Wie auch New Jersey war Keep the Faith eigentlich als Doppelalbum geplant, die Band hat 30 Lieder aufgenommen, aber schließlich veröffentlichte man wieder ein normales Album.
Im Vorfeld der Veröffentlichung des Albums ließ Jon Bon Jovi sich seine Haare schneiden. Damit hatte er sich auch des Symbols des Hair Metals entledigt. Allerdings löste das Diskussionen um die Frisur des Band-Frontmanns aus, die immer wieder erneut entfacht wurde, sobald er wieder einen neuen Haarschnitt hatte.
Das Album hätte ursprünglich Believe heißen sollen, was aber wegen der gleichnamigen Kampagne von Nike nicht möglich war.
Auf dem Cover sind die Hände der Bandmitglieder zu sehen, die einen Kreis bilden, wie er bei einigen Mannschaftssportarten Verwendung findet.

## Musikalischer Stil
Auf dem Album wechseln sich schnellere Hard-Rock-Songs mit Balladen ab. Dabei entfernt sich die Band aber vom Pop-Metal-Sound der letzten Alben und probiert sich an eher klassisch gehaltenen Hard Rock. Auch die Anzahl der Balladen ist im Vergleich zu vorherigen Alben weiter gestiegen. Allerdings ist der Einfluss von Bruce Springsteen, ähnlich wie beim vorherigen Album New Jersey, gut zu erkennen (I Believe oder I’ll Sleep When I’m Dead). Mit diesem Album startete Bon Jovi die Entwicklung zum Stadion Rock.

## Titelliste
1. I Believe (5:48) (Jon Bon Jovi)
2. Keep the Faith (5:46) (Bon Jovi, Richie Sambora, Desmond Child)
3. I’ll Sleep When I’m Dead (4:43) (Bon Jovi, Sambora, Child)
4. In These Arms (5:21) (Bon Jovi, Sambora, David Bryan)
5. Bed of Roses (6:36) (Bon Jovi)
6. If I Was Your Mother (4:27) (Bon Jovi, Sambora)
7. Dry County (9:52) (Bon Jovi)
8. Woman in Love (3:48) (Bon Jovi)
9. Fear (3:06) (Bon Jovi)
10. I Want You (5:36) (Bon Jovi)
11. Blame it on the Love of Rock & Roll (4:24) (Bon Jovi, Sambora)
12. Little Bit of Soul (5:43) (Bon Jovi, Sambora)

### Bonustrack vieler internationaler Editionen
1. Save a Prayer (5:57) (Bon Jovi, Sambora)

### Bonustrack der mexikanischen Erstpressung
1. Cama de Rosas (5:07) (Bon Jovi)

### Bonustracks der meisten japanischen Editionen sowie der australischen Editionen
1. Save a Prayer (5:57) (Bon Jovi, Sambora)
2. Starting All Over Again (3:46) (Bon Jovi, Sambora)

### Bonustracks der Special Edition von 2010
1. Keep the Faith (Live) (7:56) (Bon Jovi, Sambora, Child)
2. I’ll Sleep When I’m Dead (Live) (5:20) (Bon Jovi, Sambora, Child)

### Bonus-CD der internationalen Special Edition von 1993
1. Keep the Faith (Live) (6:38) (Bon Jovi, Sambora, Child)
2. In These Arms (Live) (5:58) (Bon Jovi, Sambora, Bryan)
3. Blaze of Glory (5:50) (Bon Jovi)
4. I’ll Be There for You (Live) (6:30) (Bon Jovi, Sambora)
5. Lay Your Hands on Me (Live) (5:30) (Bon Jovi, Sambora)
6. Bad Medicine (Live) (8:26) (Bon Jovi, Sambora, Child)
7. Bed of Roses (Acoustic Version) (4:20) (Bon Jovi)
8. Never Say Goodbye (Live) (5:30) (Bon Jovi, Sambora)

### Bonus-CD der japanischen Special Edition von 1993
1. Keep the Faith (Live) (6:38) (Bon Jovi, Sambora, Child)
2. In These Arms (Live) (5:58) (Bon Jovi, Sambora, Bryan)
3. Blaze of Glory (5:50) (Bon Jovi)
4. Lay Your Hands on Me (Live) (5:30) (Bon Jovi, Sambora)
5. Tokyo Road (Live) (5:59) (Bon Jovi, Sambora)
6. I’ll Be There for You (Live) (6:30) (Bon Jovi, Sambora)
7. Bed of Roses (Acoustic Version) (4:20) (Bon Jovi)

### Bonus-CD der japanischen Special Edition von 1998
1. Keep the Faith (Live) (6:31) (Bon Jovi, Sambora, Child)
2. In These Arms (Live) (5:58) (Bon Jovi, Sambora, Bryan)
3. I Believe (Live) (5:39) (Bon Jovi)
4. I’ll Sleep When I’m Dead (Live) (4:58) (Bon Jovi, Sambora, Child)
5. I’ll Sleep When I’m Dead (Live) (7:35) (Bon Jovi, Sambora, Child)
6. Bed of Roses (Acoustic Version) (4:18) (Bon Jovi)
7. Cama de Rosas (5:07) (Bon Jovi)
8. Save a Prayer (5:57) (Bon Jovi, Sambora)
9. Starting All Over Again (3:46) (Bon Jovi, Sambora)

### Titelliste der kolumbianischen LP-Pressung
1. I Believe (5:48) (Bon Jovi)
2. Keep the Faith (5:46) (Bon Jovi, Sambora, Child)
3. I’ll Sleep When I’m Dead (4:43) (Bon Jovi, Sambora, Child)
4. In These Arms (5:21) (Bon Jovi, Sambora, Bryan)
5. Save a Prayer (5:57) (Bon Jovi, Sambora)
6. Fear (3:06) (Bon Jovi)
7. If I Was Your Mother (4:27) (Bon Jovi, Sambora)
8. Woman in Love (3:48) (Bon Jovi)
9. I Want You (5:36) (Bon Jovi)
10. Blame it on the Love of Rock & Roll (4:24) (Bon Jovi, Sambora)
11. Little Bit of Soul (5:43) (Bon Jovi, Sambora)
12. Bed of Roses (6:36) (Bon Jovi)

### Wissenswertes zur Bonus-CD der international Special Edition von 1993
- Die Liveversion von „Keep the Faith“ wurde 1992 im Count Basie Theatre in Red Bank aufgenommen und erstmals auf dieser Special Edition veröffentlicht.[7]
- Die Liveversion von „In These Arms“ wurde 1992 im Count Basie Theatre in Red Bank aufgenommen und erstmals auf dieser Special Edition veröffentlicht.[7]
- Die Liveversion von „Blaze of Glory“ wurde 1992 im Count Basie Theatre in Red Bank aufgenommen und erstmals auf dieser Special Edition veröffentlicht.
- Die Liverversion von „I’ll Be There for You“ wurde 1989 im Lakeland Civic Center in Lakeland aufgenommen und erstmals auf dieser Special Edition veröffentlicht.[8]
- Die Liveversion von „Lay Your Hands on Me“ wurde 1989 im Giants Stadion in East Rutherford aufgenommen und erstmals auf dieser Special Edition veröffentlicht.[8]
- Die Liverversion von „Bad Medicine“ wurde 1992 im Count Basie Theatre in Red Bank aufgenommen und erstmals auf dieser Special Edition veröffentlicht.[8] Im Inlay der Special Edition von 1993 ist fälschlicherweise angegeben, dass die Liveaufnahme vom Konzert in der Miami Arena in Miami aus dem Jahre 1993 stammt.[9]
- Die Akustikversion wurde ursprünglich auf der 1993 erschienenen Single In These Arms veröffentlicht. Auf dieser Special Edition wurde die Akustikversion mit Publikumsgeräuschen versehen, sodass es den Anschein, sie wäre ein Teil des Konzerts.[10]
- Die genauen Aufnahmedaten der Akustik-Liveversion von „Never Say Goodbye“ sind nicht bekannt. Im Inlay der Special Edition von 1993 ist fälschlicherweise angegeben, dass die Liveaufnahme vom Konzert in der Miami Arena in Miami aus dem Jahre 1993 stammt.[9][11] Die Liveversion wurde erstmals auf dieser Special Edition veröffentlicht.

### Wissenswertes zur Bonus-CD der japanischen Special Edition von 1993
- Die Liveversion von „Tokyo Road“ wurde 1990 in Rio de Janeiro aufgenommen und ursprünglich auf der 1992 erschienenen Single Bed of Roses veröffentlicht.[12]
- Alle anderen auf der japanischen Edition enthaltenen Songs sind auch auf der Bonus-CD der internationalen Special Edition von 1993 enthalten, allerdings wurde die Akustikversion von „Bed of Roses“ nicht mit Publikumsgeräuschen versehen.

### Wissenswertes zur Bonus-CD der japanischen Special Edition von 1998
- Die Liveversion von „Keep the Faith“ wurde 1992 im Count Basie Theatre in Red Bank aufgenommen und ursprünglich auf der 1993 erschienenen Special Edition des Albums veröffentlicht.[7]
- Die Liveversion von „In These Arms“ wurde 1992 im Count Basie Theatre in Red Bank aufgenommen und ursprünglich auf der 1993 erschienenen Special Edition des Albums veröffentlicht.[7]
- Die Liveversion von „I Believe“ wurde 1992 im Count Basie Theatre in Red Bank aufgenommen und ursprünglich auf der 1993 erschienenen Single I Believe veröffentlicht.[7]
- Die erste Liveversion von „I’ll Sleep When I’m Dead“ wurde 1993 im National Bowl in Milton Keynes aufgenommen und erstmals auf dieser Special Edition veröffentlicht.[7]
- Die zweite Liveversion von „I’ll Sleep When I’m Dead“ wurde 1995 im Wembley-Stadion in London aufgenommen und ursprünglich auf der 1995 erschienenen Single Lie to Me veröffentlicht.[7]
- Die Akustikversion von „Bed of Roses“ wurde ursprünglich auf der 1993 erschienenen Single In These Arms veröffentlicht.
- Die mit spanischem Text versehene Version von „Bed of Roses“ namens „Cama de Rosas“ wurde ursprünglich auf der mexikanischen Erstpressung des Albums veröffentlicht.
- Der Song „Save a Prayer“ wurde ursprünglich als Bonustrack der internationalen Editionen des Albums veröffentlicht.
- Der Song „Starting All Over Again“ wurde ursprünglich als Bonustrack der japanischen und australischen Editionen des Albums veröffentlicht. Eine alternative Version des Songs wurde 2004 auf dem Box-Set 100,000,000 Bon Jovi Fans Can’t Be Wrong veröffentlicht.

### Wissenswertes zur Special Edition von 2010
- Über beide Liveaufnahmen, die der Special Edition von 2010 hinzugefügt wurden, ist nur bekannt, dass sie während der Keep-The-Faith-Tour aufgenommen wurden. Bei den Liveversionen von „Keep the Faith“ und „I’ll Sleep When I’m Dead“ handelt es sich also nicht um dieselben Liveaufnahmen, die auf den Bonus-CDs der europäischen Special Edition von 1993 und der japanischen Special Edition von 1998 enthalten sind.

## Informationen zu einzelnen Liedern
Die Lieder Keep the Faith und I’ll Sleep When I’m Dead sind noch heute fester Bestandteil der Live-Auftritte der Band, wobei letzteres häufig als Medley mit verschiedenen anderen Songs gespielt wird.
Jon Bon Jovi hat sechs der Lieder des Albums alleine geschrieben, so viele, wie bei keinem anderen Album der Band. Von den sechs Single-Auskopplungen des Albums im Vereinigten Königreich schafften es vier in die Top Ten und alle in die Top Twenty.
Einige Lieder die für Keep the Faith geschrieben wurden, es aber nicht aufs Album geschafft haben, da es schließlich nicht wie geplant ein Doppelalbum wurde, haben es als Bonustrack geschafft, oder sind auf der CD-Box 100,000,000 Bon Jovi Fans Can’t Be Wrong enthalten: Zum Beispiel Billy, Every Beat of My Heart, Miss Fourth of July, Starting All Over Again, Sympathy, Taking It Back oder The Radio Saved My Life Tonight.

### Keep the Faith
Die Single Keep the Faith erreichte in den Billboard Hot 100 lediglich Platz 29, dafür aber Platz 1 der Mainstream-Rock-Charts der USA, was Bon Jovi davor nur mit Livin’ on a Prayer und Jon Bon Jovi mit Blaze of Glory schaffte. Danach haben sie es bis heute nicht wieder erreicht.

### Bed of Roses
Die Ballade Bed of Roses wurde laut Jon Bon Jovi 1992 in einer Hotelsuite geschrieben. Er hatte von dort aus eine Hochzeit verfolgt und war deprimiert, wie diese Leute voller Liebe und Glück ihr Leben genossen, während er 3000 Meilen von zuhause entfernt in einem Hotelzimmer saß.

### In These Arms
Auf David Bryans Solo-Album Lunar Eclipse ist eine Version des Liedes In These Arms, die von David Bryan gesungen und am Klavier begleitet wird. Ab und zu übernimmt er auch die Lead-Vocals für das Lied bei den Live-Auftritten der Band.

### Dry County
Dry County ist mit knapp 10 Minuten Laufzeit der längste Song der Band und beinhaltet ein Gitarren-Solo, das selbst länger als zwei Minuten dauert. Das Lied beschäftigt sich inhaltlich mit dem Niedergang US-Erdöl-Industrie und dem damit zusammenhängenden Existenznöten jener, deren Arbeit davon abhing. Diese Thematik wird in ein Wildwest-Bild gewoben und dann episch erzählt und vertont.
Der Song ist bei den Fans sehr beliebt und die Band wird häufig gebeten Dry County live zu spielen. Auf der Tour zum Album Have a Nice Day hat die Band den Song nach zehn Jahren dann auch erstmals wieder live gespielt. Auf die große Nachfrage hin haben Bon Jovi das Lied bei den Abschlusskonzerten der Lost-Highway-Tour im Madison Square Garden gespielt, die für eine Tour-DVD aufgezeichnet wurden und im November 2009 als Live at Madison Square Garden auf den Markt kam. Obie O’Brien, der unter anderem die Songliste für die CD-Box 100,000,000 Bon Jovi Fans Can’t Be Wrong erstellt hat und für die Internetseite der Band verantwortlich ist, versicherte bereits vor Veröffentlichung der Konzertaufnahme, dass auf jener DVD auch Dry County enthalten sein würde.
Die Single- und Video-Version des Liedes ist auf sechseinhalb Minuten eingekürzt.

### I Want You
Die Zeilen „All I’ve got is my Guitar, these chords and the truth“ aus diesem Song wurden im Film Er steht einfach nicht auf Dich von einer Person im Profil eines sozialen Netzwerks genutzt. Als die Freunde einer Hauptperson dort diese Zeilen lesen, erkennen sie sofort, dass sie von Bon Jovi stammen.

## Rezeption
Das HiFi-Magazin Audio gab Ende 1992 folgendes Urteil ab: „Vier Jahre ließen die Herren auf sich warten – und klingen nun beinahe sanft und soft, fast dem gefönten Kurzhaar von Namenspatron Jon Bon Jovi entsprechend. Ausnahmen, wie die erste Single Keep the Faith, erinnern noch an die Sturm-und-Drang-Phase. Das Warten auf richtig deftige Kracher aber ist vergebens. Mal eingängiger Gitarren- und vor allem Drum-lastiger Pop-Rock à la Bryan Adams, dann sämig-satte Rockballaden prägen den aktuellen Sound. Da wirkt der Titel (frei: ‚Glaubt weiter an uns‘) fast wie eine Beschwörung – die wirken dürfte.“
Im Rock-Hard-Magazin wurde von Achim Karstens folgendes Urteil veröffentlicht: „Vier Jahre sind seit dem Erscheinen des letzten Bon-Jovi-Bandalbums New Jersey vergangen, vier Jahre, in denen eine ganze Menge passiert ist: Jon Bon und Richie Sambora haben jeweils ein Soloalbum veröffentlicht, sich untereinander ganz schön in die Haare gekriegt (was bei Jon Bon zum Verlust derselben geführt hat), Speed & Thrash Metal sind dank Metallica salonfähig geworden, wir haben den Seattle-Boom … Wer braucht da noch jemanden wie Bon Jovi, mögen sich einige vielleicht fragen. Diese Frage stellt sich nach dem Hörgenuß des neuen Werkes aber als völlig überflüssig dar, denn was die alte Bon-Jovi-Mannschaft hier zustande gebracht hat, sucht seinesgleichen und war der Band wohl auch nicht zuzutrauen. Zu insgesamt 13 Songs mit einer Spieldauer von über 71 Minuten haben es die fünf Musiker gebracht, von denen lediglich einer (Woman In Love) nicht ganz das Niveau der übrigen Tracks erreicht. Doch ansonsten reiht sich ein Höhepunkt an den nächsten, angefangen beim hymnenhaften Opener I Believe über Gute-Laune-Mucke wie I’ll Sleep When I’m Dead oder Blame It on the Love of Rock & Roll bis hin zu Fear, einer für BJ-Verhältnisse ungewöhnlich harten Nummer. Tja, und dann haben wir da ja noch die vier herausragenden Stücke des Albums, mit ziemlicher Sicherheit die besten, die die Band je geschrieben hat: In These Arms ist ein gefühlvoller Midtempo-Song mit einer fesselnden Basslinie und großartiger Gesangsmelodie, Bed of Roses DIE Schnulze schlechthin, If I Was Your Mother ungewöhnlich experimentell und Dry County eine fast zehnminütige Hymne mit ausgezeichneten Steigerungen. Mehr braucht man eigentlich nicht zu wissen, um sofort in den nächsten Laden zu stürzen und Keep the Faith einzusacken!“

## Kommerzieller Erfolg

### Chartplatzierungen
| ChartsChartplatzierungen       | Höchstplatzierung | Wochen |
| ------------------------------ | ----------------- | ------ |
| Deutschland (GfK)              | 2 (86 Wo.)        | 86     |
| Österreich (Ö3)                | 2 (67 Wo.)        | 67     |
| Schweiz (IFPI)                 | 3 (72 Wo.)        | 72     |
| Vereinigte Staaten (Billboard) | 5 (46 Wo.)        | 46     |
| Vereinigtes Königreich (OCC)   | 1 (78 Wo.)        | 78     |

| ChartsJahrescharts (1992) | Platzierung |
| ------------------------- | ----------- |
| Deutschland (GfK)         | 96          |

| ChartsJahrescharts (1993) | Platzierung |
| ------------------------- | ----------- |
| Deutschland (GfK)         | 2           |
| Österreich (Ö3)           | 3           |
| Schweiz (IFPI)            | 1           |

| ChartsJahrescharts (1994) | Platzierung |
| ------------------------- | ----------- |
| Deutschland (GfK)         | 57          |

### Auszeichnungen für Musikverkäufe
| Land/Region                  | Auszeichnungen für Musikverkäufe (Land/Region, Auszeichnung, Verkäufe) | Verkäufe  |
| ---------------------------- | ---------------------------------------------------------------------- | --------- |
| Argentinien (CAPIF)          | Gold                                                                   | 30.000    |
| Australien (ARIA)            | 3× Platin                                                              | 210.000   |
| Belgien (BRMA)               | Platin                                                                 | (50.000)  |
| Dänemark (IFPI)              | Gold                                                                   | (50.000)  |
| Deutschland (BVMI)           | Platin                                                                 | (500.000) |
| Europa (IFPI)                | 3× Platin                                                              | 3.000.000 |
| Finnland (IFPI)              | Gold                                                                   | (37.022)  |
| Frankreich (SNEP)            | Gold                                                                   | (100.000) |
| Irland (IRMA)                | Gold                                                                   | (7.500)   |
| Italien (FIMI)               | 3× Platin                                                              | (300.000) |
| Japan (RIAJ)                 | 2× Platin                                                              | 400.000   |
| Kanada (MC)                  | 5× Platin                                                              | 500.000   |
| Mexiko (AMPROFON)            | Gold                                                                   | 100.000   |
| Neuseeland (RMNZ)            | Gold                                                                   | 7.500     |
| Niederlande (NVPI)           | Platin                                                                 | (100.000) |
| Norwegen (IFPI)              | Gold                                                                   | (20.000)  |
| Österreich (IFPI)            | 2× Platin                                                              | (100.000) |
| Schweden (IFPI)              | Platin                                                                 | (100.000) |
| Schweiz (IFPI)               | 3× Platin                                                              | (150.000) |
| Spanien (Promusicae)         | Platin                                                                 | (100.000) |
| Südkorea (KMCA)              | Platin                                                                 | 30.000    |
| Taiwan (RIT)                 | Platin                                                                 | 50.000    |
| Vereinigte Staaten (RIAA)    | 2× Platin                                                              | 2.000.000 |
| Vereinigtes Königreich (BPI) | Platin                                                                 | (300.000) |
| Insgesamt                    | 8× Gold · 31× Platin ·                                                 | 6.127.500 |

Hauptartikel: Bon Jovi/Auszeichnungen für Musikverkäufe

## Videoveröffentlichungen zuKeep the Faith

### Keep the Faith: An Evening with Bon Jovi
1993 wurde ein 80-minütiges Konzert aus dem Jahr 1992 auf VHS und Laserdisc veröffentlicht, welches bereits vor der Veröffentlichung bei MTV ausgestrahlt wurde und mitunter als Geburtsstunde von MTV Unplugged gilt, da die Gruppe hier teilweise ihre eigenen, aber auch Coverversionen bekannter Lieder in akustischem Gewand präsentiert. Das Konzert wurde im Kaufman’s Studios Astoria in Queens, New Orleans in den Vereinigten Staaten aufgezeichnet und beinhaltet unter anderem vier Lieder, die bei der Aufzeichnung noch nicht veröffentlicht wurden, da Keep the Faith erst später auf den Markt kam. Das Video beinhaltet die folgenden Titel:
1. With a Little Help From My Friends (Originalinterpret: The Beatles)
2. Love for Sale
3. Lay Your Hands on Me
4. Blaze of Glory
5. Little Bit of Soul
6. Brother Louie (Originalinterpret: Hot Chocolate)
7. Bed of Roses
8. Livin' on a Prayer
9. We Gotta Get Out of This Place (Originalinterpret: The Animals)
10. Fever (Originalinterpret: Little Willie John)
11. It’s My Life (Originalinterpret: The Animals)
12. Wanted Dead or Alive
13. I’ll Sleep When I’m Dead
14. Bad Medicine
15. Keep the Faith

### Keep the Faith: The Videos
1994 erschien eine weitere VHS, die sämtliche Musikvideos aus den Jahren 1991 bis 1993 zusammen mit Interviews, Hinter-den-Kulissen-Aufnahmen und einem zuvor unveröffentlichten Video zu If I Was Your Mother zusammenfasst. Weiterhin enthalten ist u. a. auch je ein Video zu Richie Samboras (Ballad of Youth) sowie auch Jon Bon Jovis (Dyin’ Ain’t Much Of a Livin’) erstem Soloalbum sowie die spanische Version von Bed of Roses und das Video zu Please Come Home For Christmas. Es wurden bei dieser Zusammenstellung auch alle bis dato erschienen Musikvideos zu den Liedern von Keep the Faith berücksichtigt, da jedoch das Video zur letzten Single Dry County erst nach Veröffentlichung von Keep the Faith: The Videos produziert wurde, ist dieses Video erst 1994 auf dem Video Cross Road zu finden. Das einstündige Video beinhaltet die folgenden Videos:
1. Keep the Faith
2. Bed of Roses
3. In These Arms
4. If I Was Your Mother
5. I’ll Sleep When I’m Dead
6. I Believe
7. I Wish Everyday Could Be Like Christmas
8. Cama De Rosas
9. Ballad Of Youth
10. Dyin’ Ain’t Much of a Livin’
11. I’ll Sleep When I’m Dead (Acoustic Version)

## Weitere Informationen